# Tarifa electrica 2.0TD
La tarifa eléctrica 2.0TD es la tarifa de acceso establecida en España para la mayoría de los hogares y pequeños negocios con una potencia contratada inferior o igual a 15 kW. Fue implantada el 1 de junio de 2021, en sustitución de las tarifas 2.0A, 2.0DHA y 2.1A, con el objetivo de incentivar el consumo en horas de menor demanda y fomentar la eficiencia energética. 
Este esquema tarifario se aplica tanto en el mercado regulado (PVPC) como en el mercado libre, aunque el precio final del kWh depende de si se está acogido al precio regulado o a las ofertas diseñadas por cada comercializadora.

## Características principales de la tarifa 2.0TD
Según la CNMC, las principales características de la tarifa 2.0TD son 
- Tres periodos horarios de energía (P1, P2 y P3):
  - P1 (punta): horas más caras.
  - P2 (llano): precio intermedio.
  - P3 (valle): horas más económicas, principalmente por la noche, fines de semana y festivos nacionales.
- Dos tramos de potencia contratada:
  - Potencia punta (para P1).
  - Potencia valle (para P2), lo que permite contratar una potencia distinta en horas nocturnas a menor coste.
- Las Tarifa 2.0TD se desglosa para cada periodo en dos conceptos:
  - El Peaje: es el pago que se realiza por el uso de la red eléctrica de transporte y distribución que conecta tu punto de suministro. Este pago lo fija la Comisión Nacional de los Mercados y la Competencia (CNMC).
  - El Cargo: es el pago que aglutina el resto de costes regulados que fija el Ministerio para la Transición Ecológica y el Reto Demográfico. Estos costes regulados son muy variados e incluyen los pagos anuales por un déficit histórico con el sistema eléctrico, el sobrecoste o primas de las energía renovables, el sobrecoste que tiene la producción de electricidad en las islas y en Ceuta y Melilla, y los pagos a los distintos organismos que participan en el sistema eléctrico, entre otros.
- Aplicación en todos los hogares: Afecta por defecto a todos los suministros con menos de 15 kW, independientemente de la compañía.
- Incentivo al consumo eficiente: Fomenta el uso de electrodomésticos en horarios valle, lo que puede reducir la factura de electricidad.

## Mercado regulado y mercado libre

### Mercado regulado (PVPC):
El precio del kWh cambia cada hora según el mercado mayorista. Las comercializadoras de referencia son las únicas que pueden ofrecer el PVPC.

### Mercado libre:
Las comercializadoras diseñan ofertas basadas en la estructura de la 2.0TD, pero con diferentes modalidades:
- Tarifas fijas: un precio del kWh estable todo el día.
- Tarifas con tramos horarios: se mantienen los precios diferenciados P1, P2 y P3.
- Tarifas indexadas: el precio del kWh está ligado directamente al mercado mayorista, más un pequeño margen de gestión.

En el mercado libre, diversas comercializadoras ofrecen tarifas adaptadas a la estructura 2.0TD, tanto en formato fijo como indexado. Estas tarifas permiten al consumidor elegir entre pagar un precio estable o asumir precios dinámicos que varían según el mercado mayorista, beneficiándose en los periodos valle.
Algunas comercializadoras independientes, como Gana Energía o Lucera, han diseñado planes basados en la tarifa 2.0TD, con opciones de tarifas indexadas (precio de coste del mercado más un margen) o tarifas fijas con tramos horarios, con el objetivo de mejorar la transparencia y ajustar los costes al consumo real.

## Comparativa de la tarifa 2.0TD con modalidades anteriores
| Aspecto             | Antes (2.0A/2.0DHA)     | Ahora (2.0TD)                 |
| ------------------- | ----------------------- | ----------------------------- |
| Periodos de energía | 1 o 2 (punta y valle)   | 3 (punta, llano y valle)      |
| Potencia contratada | Un solo tramo           | Dos tramos (punta y valle)    |
| Flexibilidad        | Limitada                | Mayor optimización de costes  |
| Objetivo            | Precio estable o básico | Incentivar eficiencia horaria |

## Consejos para optimizar la tarifa 2.0TD
Para sacar el máximo partido a la tarifa 2.0TD, diversos organismos como la CNMC y la Organización de Consumidores y Usuarios (OCU) recomiendan:
1. Desplazar consumo a horas valle (P3): Programar electrodomésticos como lavadoras, secadoras y lavavajillas por la noche o en fines de semana.
2. Ajustar la potencia contratada: Contratar menos potencia en horario punta si no se utilizan muchos aparatos simultáneamente.
  - Herramientas como calculadoras de potencia ayudan a encontrar el tramo adecuado.
3. Controlar consumos fantasma: Desconectar aparatos en standby y utilizar regletas con interruptor.
4. Usar electrodomésticos eficientes: Las etiquetas A+++ reducen el consumo total y el gasto en horas caras.
5. Considerar tarifas indexadas: Si el consumo se concentra en horas valle, las tarifas indexadas pueden resultar más económicas que las fijas.